# 1820
| [ Edytuj tabelę ]              | |
| Król Polski (tytularny)        | - 1815 Aleksander I Romanow 1825 |
| Emir Afganistanu               | - 1819 Ajub Szah Durrani 1823 - 1818 Al-Rajuo Ballaha 1842                                                                               |
| Współksiążęta Andory           | - 1817 Bernat Francés y Caballero 1824 - 1815 Ludwik XVIII 1824                                                                          |
| Prezydent Argentyny            | - 1819 José Casimiro Rondeau 1820 - 1820 Juan Pedro Aguirre 1820                                                                         |
| Cesarz Austrii                 | - 1804 Franciszek II Habsburg 1835 |
| Król Bawarii                   | - 1805 Maksymilian I Józef 1825 |
| Sułtan Brunei                  | - 1807 Muhammad Kanzul Alam 1829 |
| Cesarz Chin                    | - 1796 Jiaqing 1820 - 1820 Daoguang 1850                                                                                                 |
| Król Czech                     | - 1792 Franciszek II Habsburg 1835 |
| Król Danii                     | - 1808 Fryderyk VI 1839 |
| Dalajlama                      | - 1816 Cultrim Gjaco 1837 |
| Władca Egiptu                  | - 1805 Muhammad Ali 1848 |
| Premier Francji                | - 1819 Élie de Decazes 1820 - 1820 Armand-Emmanuel du Plessis 1821                                                                       |
| Król Francji                   | - 1815 Ludwik XVIII 1824 |
| Prezydent Haiti                | - 1818 Jean-Pierre Boyer 1843 |
| Król Haiti                     | - 1811 Henryk I 1820 |
| Król Hawajów                   | - 1819 Kamehameha II 1824 |
| Król Hiszpanii                 | - 1813 Ferdynand VII 1833 |
| Król Holandii                  | - 1815 Wilhelm I 1840 |
| Szach Iranu                    | - 1797 Fath Ali Szah 1834 |
| Państwo Wielkich Mogołów       | - 1806 Akbar Szah II 1837 |
| Król Irlandii                  | - 1760 Jerzy III Hanowerski 1820 - 1820 Jerzy IV Hanowerski 1830                                                                         |
| Cesarz Japonii                 | - 1817 Ninkō 1846 |
| Kalif                          | - 1808 Mahmud II 1839 |
| Prezydent Kolumbii             | - 1819 Francisco de Paula Santander 1823                                                                                                 |
| Patriarcha Konstantynopola     | - 1818 Grzegorz V 1821 |
| Władca Korei                   | - 1800 Sunjo 1834 |
| Emir Kuwejtu                   | - 1814 Dżabir I 1859 |
| Książę Liechtensteinu          | - 1805 Jan I 1836 |
| Wielki książę Luksemburga      | - 1815 Wilhelm I 1840 |
| Sułtan Maroka                  | - 1792 Maulaj Sulajman 1822 |
| Książę Monako                  | - 1819 Honoriusz V 1841 |
| Król Nawarry                   | - 1814 Ludwik XVIII 1824 |
| Król Nepalu                    | - 1816 Rajendra 1847 |
| Premier Nepalu                 | - 1806 Bhimsen Thapa 1837 |
| Król Norwegii                  | - 1818 Karol III Jan 1844 |
| Sułtan Omanu                   | - 1807 Sa’id ibn Sultan 1856 |
| Papież                         | - 1800 Pius VII 1823 |
| Konsul Paragwaju               | - 1814 José Gaspar Rodríguez de Francia 1840                                                                                             |
| Książę Parmy i Piacenzy        | - 1814 Maria Ludwika 1847 |
| Król Portugalii                | - 1816 Jan VI 1826 |
| Król Prus                      | - 1797 Fryderyk Wilhelm III 1840 |
| Car Rosji                      | - 1801 Aleksander I 1825 |
| Król Saksonii                  | - 1806 Fryderyk August I 1827 |
| Kapitanowie Regenci San Marino | - 1819 Francesco Maria Belluzzi Filippo Filippi 1820 - 1820 Luigi Giannini Matteo Martelli 1820 - 1820 Camillo Bonelli Marino Berti 1821 |
| Książę Serbii                  | - 1815 Miłosz I Obrenowić 1839 |
| Król Sardynii                  | - 1802 Wiktor Emanuel I 1821 |
| Król Szwecji                   | - 1818 Karol XIV Jan 1844 |
| Król Tajlandii                 | - 1809 Buddha Loetla Nabhalai 1824 |
| Sułtan Turków                  | - 1808 Mahmud II 1839 |
| Prezydent USA                  | - 1817 James Monroe 1825 |
| Król Węgier                    | - 1792 Franciszek 1835 |
| Monarcha Wielkiej Brytanii     | - 1760 Jerzy III 1820 - 1820 Jerzy IV 1830                                                                                               |
| Premier Wielkiej Brytanii      | - 1812 Robert Jenkinson 1827 |
| Cesarz Wietnamu                | - 1802 Gia Long 1820 - 1820 Minh Mạng 1841                                                                                               |
| Prezydent Wielkiej Kolumbii    | - 1819 Simón Bolívar 1830 |

Rok 1820 / MDCCCXX
stulecia: XVIII wiek ~
XIX wiek ~
XX wiek

dziesięciolecia:
1790–1799 •
1800–1809 •
1810–1819 •
1820–1829
• 1830–1839
• 1840–1849
• 1850–1859

lata: 1810 «
1815 «
1816 «
1817 «
1818 «
1819 «
1820
» 1821
» 1822
» 1823
» 1824
» 1825
» 1830

## Wydarzenia w Polsce
- 6 maja – Tomasz Zan założył na Uniwersytecie Wileńskim stowarzyszenie Promienistych.
- 23 sierpnia – wielki pożar Buska-Zdroju.
- 15 września – uroczyste rozpoczęcie sypania kopca Kościuszki w Krakowie.
- 7 listopada – założono Wyższe Seminarium Duchowne w Sandomierzu.
- 26 grudnia – Adam Mickiewicz napisał Odę do młodości.

- data dzienna nieznana:
  - wydano powieść Podróż do Ciemnogrodu autorstwa Stanisława Kostki Potockiego.

## Wydarzenia na świecie
- 28 stycznia – rosyjska wyprawa Fabiana Bellingshausena i Michaiła Łazariewa dopłynęła jako pierwsza do Antarktydy.
- 29 stycznia – po 59 latach panowania zmarł Jerzy III, cierpiący na zaburzenia psychiczne monarcha Zjednoczonego Królestwa Wielkiej Brytanii i Irlandii, król Hanoweru.
- 13 lutego – przed paryską operą został zasztyletowany książę Karol Ferdynand, najmłodszy syn króla Francji Karola X Burbona.
- 6 marca – prezydent USA James Monroe podpisał tzw. Kompromis Missouri.
- 7 marca – pałac królewski w Madrycie został otoczony przez powstańców żądających od króla Ferdynanda VII przywrócenia zawieszonej konstytucji z 1812 roku.
- 9 marca – została zniesiona inkwizycja hiszpańska.
- 15 marca – USA: Maine jako 23 stan dołączyło do Unii.
- 8 kwietnia – na greckiej wyspie Milos odnaleziono posąg Wenus z Milo.
- 11 maja – zwodowano brytyjski okręt HMS „Beagle”, znany z wyprawy badawczej z udziałem m.in. Karola Darwina.
- 20 sierpnia – po raz pierwszy wykonano hymn Chile.
- 27 sierpnia – pierwsze wejście na Zugspitze (2962 m n.p.m.) - Bawarczyk por. Josef Naus, przewodnik Georg Deuschel i ordynans Maier.
- 20 października – rozpoczął się kongres opawski; spotkanie władców Świętego Przymierza.
- 17 listopada – Nathaniel Palmer, kapitan z Nowej Anglii, odkrył podczas rejsu na południe od Ziemi Ognistej Półwysep Antarktyczny.
- 20 listopada – brytyjski statek wielorybniczy Essex został staranowany przez kaszalota i zatonął w odległości 3700 km od najbliższych wybrzeży Ameryki Południowej, załoga przeniosła się na szalupy i przez ponad cztery miesiące dryfowała po Pacyfiku; cała historia zainspirowała Hermana Melville’a do napisania powieści Moby Dick.
- 3 grudnia – w Neapolu odbyła się premiera opery Mahomet II Gioacchina Rossiniego.
- Hans Christian Ørsted odkrył elektromagnetyzm.
- Austriacka interwencja w Neapolu i Piemoncie.

## Urodzili się
- 6 stycznia - Julian Ankiewicz, polski architekt (zm. 1903)
- 14 stycznia - Feliks Księżarski, polski architekt (zm. 1884)
- 15 stycznia - Eliza Branicka, polska arystokratka (zm. 1876)
- 12 lutego – Józef Eulalio Valdés, kubański bonifrater, błogosławiony katolicki (zm. 1889)
- 24 lutego - Julian Goslar, polski działacz rewolucyjny (zm. 1852)
- 2 marca - Jonatan Warschauer, polski lekarz pochodzenia żydowskiego (zm. 1888)
- 14 marca – Wiktor Emanuel II, pierwszy król zjednoczonych Włoch (zm. 1878)
- 24 marca – Alexandre Edmond Becquerel, francuski fizyk i fizykochemik (zm. 1891)
- 28 marca – Stanisław Hebanowski, polski architekt (zm. 1898)
- 30 marca
  - Anna Sewell, brytyjska pisarka (zm. 1878)
  - Andrej Sládkovič, słowacki poeta romantyczny (zm. 1872)
- 16 kwietnia – Victor Puiseux, francuski matematyk i astronom (zm. 1883)
- 18 kwietnia - Dionizy Skarżyński, polski szlachcic, działacz niepodległościowy, polityk, zesłaniec (zm. 1903)
- 3 maja – Eduard Blásy, węgierski taternik (zm. 1888)
- 12 maja – Florence Nightingale, angielska pielęgniarka i działaczka społeczna, inicjatorka nowoczesnego pielęgniarstwa (zm. 1910)
- 20 maja – Ludwika Teresa de Montaignac, francuska zakonnica, założycielka Oblatek Serca Jezusa, błogosławiona katolicka (zm. 1885)
- 26 maja – Maria Katarzyna Kasper (1820-1898) – niemiecka zakonnica, święta katolicka (zm. 1898)
- 9 czerwca – János Hunfalvy, węgierski geograf, profesor uniwersytecki i członek Węgierskiej Akademii Nauk (zm. 1888)
- 15 lipca – Jędrzej Wala (starszy), przewodnik tatrzański (zm. 1896)
- 11 sierpnia – Józefa Naval Girbès, hiszpańska tercjarka karmelitańska, błogosławiona katolicka (zm. 1893)
- 1 września – Karol Scheibler, łódzki przemysłowiec (zm. 1881)
- 3 września - George Hearst, amerykański przedsiębiorca, polityk, senator ze stanu Kalifornia (zm. 1891)
- 8 września - William Thomas Hamilton, amerykański prawnik, rolnik, polityk, senator ze stanu Maryland (zm. 1888)
- 16 października – Fryderyk Albert, włoski duchowny katolicki, błogosławiony (zm. 1876)
- 17 października – Édouard Roche, francuski matematyk i astronom (zm. 1883)
- 26 października – Maria Encarnacion Rosal, gwatemalska betlejemka, błogosławiona katolicka, pierwsza beatyfikowana Gwatemalka (zm. 1886)
- 20 listopada - Feliks Szlachtowski, polski prawnik, prezydent Krakowa (zm. 1896)
- 22 listopada - Katherine Plunket, irlandzka arystokratka, ilustratorka botaniczna, superstulatka (zm. 1932)
- 28 listopada – Fryderyk Engels, niemiecki filozof, socjalista (zm. 1895)
- 6 grudnia - Aleksandra Badeńska, Saksonii-Coburg-Gotha (zm. 1904)
- 18 grudnia – Sokrat Starynkiewicz, rosyjski generał, prezydent Warszawy (zm. 1902)
- 19 grudnia
  - Peter Ludvig Panum, duński lekarz i fizjolog, autor naukowego opisu odry (zm. 1885)
  - Szymon Schreiber, polski rabin (zm. 1883)
- 24 grudnia – Siegmund Lachenwitz, niemiecki malarz animalista (zm. 1868)
- 29 grudnia – Tytus Chałubiński, polski lekarz, profesor patologii, współzałożyciel Towarzystwa Tatrzańskiego (zm. 1889)

Data dzienna nieznana: 
- Jan Chen Xianheng, chiński męczennik, święty katolicki (zm. 1862)
- Piotr Son Sŏn-ji, koreański męczennik, święty katolicki (zm. 1866)

## Zmarli
- 29 stycznia – Jerzy III Hanowerski, król Wielkiej Brytanii (ur. 1738)
- 17 lutego – Franciszek Clet, francuski lazarysta, misjonarz, męczennik, święty katolicki (ur. 1748)
- 15 marca – Klemens Maria Hofbauer, święty, redemptorysta (ur. 1751)
- 20 czerwca – Manuel Belgrano, argentyński ekonomista, polityk, twórca flagi Argentyny (ur. 1770)
- 15 października – Karl Philipp Schwarzenberg, książę, austriacki feldmarszałek i dyplomata (ur. 1771)

## Zdarzenia astronomiczne
- Słońce osiągnęło lokalne maksimum aktywności.

## Święta ruchome
- Tłusty czwartek: 11 lutego
- Ostatki: 15 lutego
- Popielec: 16 lutego
- Niedziela Palmowa: 26 marca
- Wielki Czwartek: 30 marca
- Wielki Piątek: 31 marca
- Wielka Sobota: 1 kwietnia
- Wielkanoc: 2 kwietnia
- Poniedziałek Wielkanocny: 3 kwietnia
- Wniebowstąpienie Pańskie: 11 maja
- Zesłanie Ducha Świętego: 21 maja
- Boże Ciało: 1 czerwca